# 東條敏夫
東條 敏夫（とうじょう としお、1925年（大正14年）11月9日 - 2014年（平成26年）10月30日）は、日本の陸軍軍人、航空自衛官。陸士59期。
陸軍大将で内閣総理大臣を務めた東條英機の三男。陸軍士官学校在校中に昭和20年（1945年）の敗戦を迎えた。戦後は航空自衛隊に入り、空将補（空軍少将相当）で退官した。

## 経歴
- 1943年（昭和18年）
  - 3月：福岡県立福岡中学校（現・福岡県立福岡高等学校）4年修了
  - 4月：陸軍予科士官学校入校
- 1944年（昭和19年）10月：陸軍士官学校入校（59期）。階級は士官候補生たる陸軍兵長、陸軍伍長、陸軍軍曹。しかし1945年8月に敗戦、戦後は川南工業に勤務
- 1956年（昭和31年）8月：航空自衛隊発足に伴い公募幹部として採用（2等空尉）
- 1972年（昭和47年）7月：1等空佐昇任
- 1974年（昭和49年）9月：航空幕僚監部監理部総務課法務班長
- 1976年（昭和51年）3月16日：第3高射群司令
- 1977年（昭和52年）7月31日：輸送航空団副司令
- 1978年（昭和53年）
  - 7月1日：空将補昇任
  - 8月1日：保安管制気象団副司令
- 1979年（昭和54年）3月16日：航空幕僚監部防衛部施設課長
- 1980年（昭和55年）7月1日：退官
- 1996年（平成08年）4月29日：勲四等瑞宝章受章
- 2014年（平成26年）10月30日：死去、従四位[2]。